# Isabel Zendal Gómez
Isabel Zendal Gómez (Ordes, 1773 — Puebla de Zaragoza, ??), va ser una infermera i rectora de l'Orfanato de la Caritat de la Corunya. L'Organització Mundial de la Salut (OMS) la considera la primera infermera de la història en missió internacional.
Zendal va participar en la Reial Expedició Filantrópica de la Vaccí de Francisco Xavier Balmis i Berenguer tenint cura dels 22 nens de la Casa d'Expòsits de La Corunya que van viatjar a Amèrica, amb edats d'entre 3 i 9 anys, i dels 26 que van anar a les Filipines, durant els 10 anys que va durar l'expedició per portar la vacuna de la verola als territoris espanyols d'ultramar.